# Pseudocoris aurantiofasciata
Pseudocoris aurantiofasciata es una especie de pez de la familia Labridae en el orden Perciformes.

## Morfología
Los machos pueden llegar alcanzar los 20 cm de longitud total.

## Distribución geográfica
Se encuentra desde el sur del Japón hasta Indonesia y Tuamotu.